# Пшецишув (гмина)
Пшецишув (пол. Przeciszów) — сельская гмина (волость) в Польше, входит как административная единица в Освенцимский повет, Малопольское воеводство. Население — 6691 человек (на 2004 год).

## Демография
| Перепись                       | Всего   | Всего | Женщины | Женщины | Мужчины | Мужчины |
| ------------------------------ | ------- | ----- | ------- | ------- | ------- | ------- |
| Единицы                        | человек | %     | человек | %       | человек | %       |
| Население                      | 6691    | 100   | 3367    | 50,3    | 3324    | 49,7    |
| Плотность населения (чел./км²) | 189     | 189   | 95,1    | 95,1    | 93,9    | 93,9    |

## Поселения
1. Ляс
2. Пётровице
3. Пшецишув

## Соседние гмины
1. Гмина Бабице
2. Гмина Освенцим
3. Гмина Полянка-Велька
4. Гмина Вепш
5. Гмина Затор

## Известные уроженцы
- Фик, Игнаций (1904—1942) — польский поэт, публицист, литературный критик, деятель коммунистического движения.